# 63
Aquesta pàgina és per a l'any. Per al nombre, vegeu seixanta-tres.
El 63 (LXIII) fou un any comú començat en dissabte del calendari julià.

## Esdeveniments
- Un gran terratrèmol devasta Pompeia.[1]
- Enciclopèdia d'Aulus Corneli Cels.